# Wake Up Call (canción de Maroon 5)
«Wake up Call» es el segundo sencillo del disco It Won't Be Soon Before Long de la agrupación estadounidense Maroon 5. Se había rumoreado que este sería su segundo sencillo, y la banda lo confirmó el 22 de mayo en un episodio de TRL. La banda también dijo, en TRL, que estaban muy extaseados con el videoclip de la canción. FMQB confirmó que el sencillo sería lanzado en radio el 17 de julio. Se filtró en la web un poco antes del 1 de mayo de 2007, ya que era una de las cuatro pistas de muestras de su último álbum It Won't Be Soon Before Long. Ellos presentaron la canción en 45th at Night, que contó con la participación especial de Eve. Se desconoce si este remix será grabado oficialmente. Otra versión remix que contó con una participación especial fue con Mary J. Blige. 
Antes de que Wake Up Call fuera lanzada oficialmente, la banda la promocionó durante sus presentaciones. La canción también podía ser escuchada de fondo en un club en una escena de la serie Entourage de HBO.

## Vídeo musical
El vídeo musical de "Wake Up Call" fue dirigido por Jonas Åkerlund y filmado entre los días 7-9 de julio de 2007. El vídeo es presentado como un tráiler para una película imaginaria, con calificación de NC-17. Tiene a Adam Levine como protagonista junto a Kim Smith, con la que conversa, la que pide su perdón, ya que se había acostado con otro hombre, Levine no sabía que se convertirían en rivales en el vídeo. En eso, Levine captura a su novia en el momento engañándolo con otro hombre (interpretado por Jeremy Sisto), a quien dispara y da muerte. El resto del vídeo gira en torno a Maroon 5 y Adam junto a su novia quienes elaboran un plan para encubrir el asesinato. En el final, toda la banda es capturada y en la última escena, Adam es condenado a la silla eléctrica. Pero la parte de la silla eléctrica es censurada.
También aparecen el vídeo pole dancers, estríperes (una de las cuales es Stormy Daniels, una pornstar) y criminales (interpretados por los otros miembros de Maroon 5).
De acuerdo con el sitio oficial de la banda, el vídeo musical fue lanzado el martes 31 de julio, a las 12:00am PST y fue estrenado en el sitio web de MTV en agosto de 2007. En MTV y VH1, el vídeo se acortó y modificó un poco. En la versión original, Levine dice a su novia "We both fucked up". En la versión editada, se sustituyó por "We both screwed up". También, en la versión editada, termina cuando Levine va a dormir en su celda en lugar de ser ejecutado en la silla eléctrica. El vídeo musical ha sido visto más de 6 000 000 veces.

## Posicionamiento en listas
| País           | Proveedor (es)                                | Posición |
| -------------- | --------------------------------------------- | -------- |
| Alemania       | Germany Singles Chart                         | 41       |
| Australia      | ARIA                                          | 19       |
| Austria        | Ö3 Austria Top 40                             | 17       |
| Brasil         | *                                             | 40       |
| Canadá         | Canadian Hot 100                              | 6        |
| Colombia       | *                                             | 21       |
| Croacia        | *                                             | 13       |
| Dinamarca      | *                                             | 7        |
| Europa         | Euro Top 200                                  | 47       |
| Estados Unidos | Billboard Hot 100                             | 19       |
| Estados Unidos | Billboard Pop 100                             | 13       |
| Estados Unidos | Billboard Adult Top 40/Hot Adult Contemporary | 3        |
| Estados Unidos | Billboard Hot Adult Top 40 Recurrents         | 2        |
| Finlandia      | *                                             | 3        |
| Francia        | SNEP/IFOP                                     | 1        |
| Holanda        | Dutch Top 40                                  | 20       |
| Holanda        | Mega Top 50                                   | 9        |

| País          | Proveedor (es)                   | Posición |
| ------------- | -------------------------------- | -------- |
| Irlanda       | Ireland Singles Chart            | 31       |
| Italia        | *                                | 4        |
| Italia        | *                                | 8        |
| Lituania      | *                                | 10       |
| México        | *                                | 24       |
| Noruega       | VG Nett                          | 3        |
| Nueva Zelanda | New Zealand RIANZ Singles Charts | 32       |
| Polonia       | *                                | 7        |
| Reino Unido   | UK Singles Chart                 | 33       |
| Rumanía       | *                                | 12       |
| Sudáfrica     | South Africa 5FM Chart           | 3        |
| Suiza         | *                                | 12       |
| Turquía       | Turkey Radio Chart               | 9        |
| Venezuela     | *                                | 9        |
|               | ARC Weekly Top 40                | 7        |

## Remix
Mark Ronson hizo una versión remix de "Wake Up Call" la cual fue lanzada el 13 de noviembre de 2007 disponible solamente por descargas digitales. La canción cuenta con la compañía vocal de Mary J. Blige.
La canción se encuentra en la edición "International Tour edition" de "It Won't Be Soon Before Long".